# Alfredo Silva Estrada
Alfredo Silva Estrada (Caracas, 14 de mayo de 1933 - 15 de octubre de 2009) fue un poeta concreto y traductor venezolano. 

## Biografía
Silva Estrada cursó filosofía en la Universidad Central de Venezuela, con profesores como Juan David García Bacca, Juan Nuño y Ernesto Mayz Vallenilla. Graduado en 1957, viaja a Europa para continuar estudios de posgrado en La Sorbona (París, Francia), y en esa época se inicia como traductor. En 1960 se casa con la bailarina venezolana Sonia Sanoja. A su regreso a Venezuela ejerce como profesor en la Universidad Central de Venezuela. De 1965 a 1982 condujo en Radio Nacional de Venezuela el programa Homenajes. Silva Estrada no perteneció a ningún grupo literario, pero durante su estadía en París estuvo cercano al grupo de Los disidentes. Su diálogo con las artes visuales influyó en su obra que puede vincularse al abstraccionismo. Su poemario inspirado en las reticularias de la artista plástica Gego, es prueba de ese trabajo de llevar la imagen abstracta a la palabra poética. Su poesía se centra en el lenguaje para expresar lo concreto desde la abstracción, ya que cree en la escritura como un mundo que se crea y explica con palabras. Su obra es poesía, a excepción de la obra de 1989 La palabra transmutada, que es un ensayo. 

## Obra

### Poesía
- 1953 De la casa arraigada.
- 1954 Cercos.
- 1962 Del traspaso.
- 1962 Integraciones. De la unidad en fuga.
- 1963 Literales.
- 1963 Lo nunca proyectado.
- 1967 Transverbales I.
- 1969 Acercamientos.
- 1972 Transverbales II.
- 1972 Transverbales III.
- 1975 Los moradores.
- 1978 Los quintetos del círculo.
- 1979 Contra el espacio hostil.
- 1979 Variaciones sobre reticularias.
- 1986 Dedicación y ofrendas.
- 1989 De bichos exaltado.
- 2002 Al través.[2]

### Ensayo
- 1989 La palabra transmutada

## Premios
- 1981 Premio Municipal de Poesía de Caracas, por Contra el espacio hostil.
- 1998 Premio Nacional de Literatura de Venezuela.
- 2001 Gran Premio Internacional de Poesía de la Bienal de Lieja (Bélgica)